# SalmoFan
SalmoFan – próbnik z paletą barw mięsa łososia, używany w obrocie handlowym tą rybą.
Narzędzie ma kształt wachlarza – zawiera wszystkie barwy, jakie może przyjąć mięso łososi szlachetnych (jest to 15 odcieni – od bladoróżowego do głęboko purpurowego, przy najbardziej pożądanym pomarańczu). Produkowany przez firmę chemiczną Hoffmann-LaRoche (Bazylea). Używany był m.in. w procesach o chemiczne barwienie mięsa ryb.